# 奥尔顿·利斯特
奥尔顿·拉韦尔·利斯特（英語：Alton Lavelle Lister，1958年10月1日—），美国NBA联盟前球员，職司中鋒。在個人17個NBA賽季當中，他曾效力於密尔沃基雄鹿队、西雅圖超音速隊、金洲勇士隊、波士顿凯尔特人队、波特兰开拓者队等隊伍。

## 職業生涯
利斯特在1981年NBA选秀第1轮被密尔沃基雄鹿队选中（通算第21顺位）。其個人將鲍勃·拉尼尔視為雄鹿队時期的學習對象，他在熊鹿隊效力五年期間，球隊年年取得中區首位，但並未打進總決賽。他個人則有場均8.1分、7籃板和1.8封阻的成績，即使他的上場時間並不甚多（24分鐘／場次）。在1982-83年賽季，利斯特曾在球季最有價值球員中獲得些微選票，然而以他在該季僅先發37場，場均8.4分及7.1籃板的成績而言，距離最有價值球員仍有一段距離。
1986年季後，利斯特被交易至西雅圖，次一賽季他贏來了個人生涯最佳表現。這一年他一共出賽75場，場均可取得11.6分、9.4籃板和2.4封阻。在超音速隊效力二季後，再被交易至金洲勇士隊。在勇士隊計四季時間，這個時期的利斯特受傷勢影響，因而打打停停，於1993年3月遭球隊讓渡，之後再與熊鹿隊簽約，回歸老東家。短暫在熊鹿打了一季之後，37歲的利斯特以一紙800,000美元合約前往波士頓，然而在二個球季當中，他僅有場均1.9分的黯淡表現。1997-98年賽季，為波特蘭拓荒者隊出賽7場之後，自球員身分退役。
總計利斯特的NBA生涯一共出賽953場，總得分為6,298分。由他的成績可見，其籃板和封阻的能力十分突出，似乎呼應了當年NBA「中鋒世代」的球風特點。